# AVM GmbH
1. WEITERLEITUNG Fritz (Elektronikhersteller)